# 27 Девы
27 Девы (лат. 27 Virginis), GG Девы (лат. GG Virginis) — тройная звезда в созвездии Девы на расстоянии приблизительно 234 световых лет (около 71,7 парсек) от Солнца. Возраст звезды определён как около 630 млн лет.

## Характеристики
Первый компонент (HD 110377) — белая пульсирующая переменная звезда типа Дельты Щита (DSCT) спектрального класса A5IV, или A5, или A6Vp, или A7Vn, или A7V, или A7-A9. Визуальная звёздная величина звезды — от +6,33m до +6,19m. Масса — около 1,814 солнечной, радиус — около 2,053 солнечного, светимость — около 13 солнечных. Эффективная температура — около 7673 K.
Второй компонент (WDS J12416+1026B) — жёлтый карлик спектрального класса G8V. Визуальная звёздная величина звезды — +10,82m. Удалён на 78,1 угловой секунды.
Третий компонент (WDS J12416+1026C) — жёлтая звезда спектрального класса G5. Визуальная звёздная величина звезды — +8,73m. Удалён на 999,9 угловой секунды.

## Планетная система
В 2019 году учёными, анализирующими данные проектов Hipparcos и Gaia, у звезды обнаружена планета HIP 61937 b.